# Campeonato de División Intermedia 1923 de la AAmF (Argentina)
El Campeonato de División Intermedia 1923 fue el torneo que constituyó la tredécima edición de la División Intermedia y la vigésimo quinta temporada de la segunda división de Argentina en la era amateur. Fue organizado por la Asociación Amateurs de Football.
El certamen contó con siete nuevos participantes: Nacional, campeón de Segunda División; Lomas, ganador de la Zona Sur de la misma división; Alsina, Liniers y San Telmo, incorporados de la División Intermedia de la AAF; Alvear y Sportivo del Norte, escisiones de clubes de la AAF.
El torneo coronó campeón por primera vez a Liberal Argentino, tras vencer por 2 a 1 en el desempate de la final a Talleres, y obtuvo el ascenso.
Por su parte, el torneo de la Asociación Argentina fue ganado por Sportsman.

## Ascensos y descensos
| Pos. | Ascendidos a Primera División 1923 |
| ---- | ---------------------------------- |
| 1.º  | Argentino del Sud                  |

| Pos. | Ascendidos de Segunda División 1922 |
| ---- | ----------------------------------- |
| 1.º  | Nacional (VS)                       |
| ZS   | Dep. Lomas                          |

| Afiliados              |
| ---------------------- |
| Sp. Alsina             |
| Alvear                 |
| Liniers                |
| San Telmo              |
| Sportivo del Norte (C) |

| Descendidos de Primera División 1922 |
| ------------------------------------ |
| No hubo                              |

| Desafiliados        |
| ------------------- |
| Hamilton            |
| Leandro N. Alem (M) |
| Zonda               |

El número de equipos aumentó a 20.

## Sistema de disputa
Los participantes fueron divididos en dos secciones de diez equipos cada una, donde se enfrentaron bajo el sistema de todos contra todos a dos ruedas. El ganador de cada sección se clasificó a la final.

### Ascenso
Los dos ganadores se enfrentaron entre sí a único partido en campo neutral. El ganador se consagró campeón y obtuvo el ascenso.

### Descensos
A los dos últimos de cads sección les correspondía el descenso; pero debido a la desafiliación de dos equipos, la Asociación resolvió suprimir los descensos.

## Sección 1

### Tabla de posiciones
| Pos. | Equipo                 | Pts. | J  | G  | E | P  |
| ---- | ---------------------- | ---- | -- | -- | - | -- |
| 1.°  | Liberal Argentino      | 29   | 18 | 13 | 3 | 2  |
| 2.º  | Liniers                | 29   | 18 | 13 | 3 | 2  |
| 3.º  | Excursionistas         | 27   | 18 | 11 | 5 | 2  |
| 4.º  | Alvear                 | 23   | 18 | 10 | 3 | 5  |
| 5.º  | Boedo                  | 18   | 18 | 7  | 4 | 7  |
| 6.º  | Villa Ballester        | 17   | 18 | 6  | 5 | 7  |
| 7.º  | Sportivo del Norte (C) | 17   | 18 | 7  | 3 | 8  |
| 8.º  | Nacional (VS)          | 11   | 18 | 4  | 3 | 11 |
| 9.º  | Villa Crespo           | 5    | 18 | 3  | 1 | 14 |
| 10.º | Rivadavia              | 2    | 18 | 1  | 0 | 17 |

|  | Desempate.        |
|  | Descenso anulado. |

## Sección 2

### Tabla de posiciones
| Pos. | Equipo                 | Pts. | J  | G  | E | P  |
| ---- | ---------------------- | ---- | -- | -- | - | -- |
| 1.°  | Talleres               | 33   | 18 | 15 | 3 | 0  |
| 2.º  | Honor y Patria (B)     | 27   | 18 | 12 | 3 | 3  |
| 3.º  | San Telmo              | 21   | 18 | 10 | 1 | 7  |
| 4.º  | Gimnasia y Esgrima (L) | 19   | 18 | 9  | 1 | 8  |
| 5.º  | Dep. Lomas             | 18   | 18 | 8  | 2 | 8  |
| 6.º  | Sp. Alsina             | 17   | 18 | 8  | 1 | 9  |
| 7.º  | Wilde                  | 15   | 18 | 7  | 1 | 10 |
| 8.º  | Estudiantes de Bernal  | 13   | 18 | 5  | 3 | 10 |
| 9.º  | Rañó                   | 9    | 18 | 3  | 3 | 12 |
| 10.º | Charley                | 8    | 18 | 2  | 4 | 12 |

|  | Clasificado a la final. |
|  | Descenso anulado.       |

## Final

### Desempate
| 3 de febrero de 1924 | Liberal Argentino | 2:1 | Talleres | Estadio El Gasómetro, Buenos Aires |  |

|                                       |
|                                       |
| Campeón Liberal Argentino 1.er título |

## Copa Campeonato
La Copa Campeonato de División Intermedia fue disputada por el ganador del Campeonato de División Intermedia y por el ganador del Torneo de Reservas de la Primera División.
|  | Liberal Argentino | vs. | Independiente (II) |  |  |

|                                       |
|                                       |
| Campeón Liberal Argentino 1.er título |